# Silvio (rey)
Silvio es un rey legendario de Alba Longa. 

Es citado, entre otras fuentes, en la Eneida de Virgilio. Era hijo de Eneas y de Lavinia aunque otros dicen que su padre era Ascanio, el hijo mayor de Eneas, tenido con su primera esposa Creúsa. Fue el sucesor de su medio hermano Ascanio como rey de Alba Longa bien por ser hijo del anterior, bien usurpando el trono. De su estirpe descenderán casi todos los reyes de Alba Longa y de él en adelante la mayor parte conservarán el nombre Silvio en el apellido. Le sucedió su hijo Eneas Silvio, y después su nieto Latino Silvio, a su vez rey. Igualmente, la gens Julia dice que su dinastía viene de los descendientes de Ascanio y no de los de Silvio, por lo tanto muy probablemente también Rómulo y Remo serían descendientes de Ascanio. Virgilio no profundiza estos aspectos.
La sucesión genealógica sigue así: Silvio - Eneas Silvio - Latino Silvio - Alba Silvio - Atis - Capis - Capeto Silvio - Tiberino Silvio - Agripa - Rómulo Silvio - Aventino - Proca - Numitor - Rea Silvia (con Marte) - Rómulo.
Dante Alighieri lo cita en el Canto II del Infierno de la Divina Comedia.